# Krzysztof Plewka
Krzysztof Plewka (ur. 17 października 1960 w Puławach) – polski aktor.
W latach 1979–1983 studiował na Wydziale Aktorskim PWSFTviT w Łodzi, studiów nie ukończył.

## Filmografia
- 2000 – Enduro Bojz – niemiecki turysta
- 1993 – Magneto – Manieczek
- 1991 – Diabły, diabły – nauczyciel

## Nagrody
- 1991 Diabły, diabły Gdynia (do 1986 Gdańsk) (FPFF) nominacja do nagrody za drugoplanową rolę męską